# Цуркін Євген Миколайович
Цуркін Євген Миколайович (9 грудня 1990) — білоруський плавець.
Учасник Олімпійських Ігор 2012, 2016 років.
Призер Чемпіонату світу з плавання на короткій воді 2016 року.
Чемпіон Європи з водних видів спорту 2014 року, призер 2012 року.
Призер Чемпіонату Європи з плавання на короткій воді 2013, 2015, 2017, 2019 років.
Переможець літньої Універсіади 2013, 2015 років.